# Liste der Bodendenkmäler in Schwarzach am Main
Auf dieser Seite sind die Bodendenkmäler in dem unterfränkischen Markt Schwarzach am Main zusammengestellt. Diese Tabelle ist eine Teilliste der Liste der Bodendenkmäler in Bayern. Grundlage ist die Bayerische Denkmalliste, die auf Basis des Bayerischen Denkmalschutzgesetzes vom 1. Oktober 1973 erstmals erstellt wurde und seither durch das Bayerische Landesamt für Denkmalpflege geführt wird. Die folgenden Angaben ersetzen nicht die rechtsverbindliche Auskunft der Denkmalschutzbehörde.

## Bodendenkmäler in Schwarzach am Main

### Bodendenkmäler in der Gemarkung Dettelbach
| Lage                  | Objekt                      | Akten-Nr.     | Bild |
| --------------------- | --------------------------- | ------------- | ---- |
| Dettelbach (Standort) | Siedlung der Hallstattzeit. | D-6-6127-0043 |      |

### Bodendenkmäler in der Gemarkung Dimbach
| Lage | Objekt                                                         | Akten-Nr.     | Bild           |
| --- | -------------------------------------------------------------- | ------------- | -------------- |
| Dimbach Schwarzach am Main-Gerlachshausen, nördlich des Eulenbergs an der Grenze zur Gemarkung Dimbach (Standort) | Wüstung des späten Mittelalters. Siehe auch: Lindhof (Wüstung) | D-6-6127-0276 | weitere Bilder |

### Bodendenkmäler in der Gemarkung Düllstadt
| Lage                                                                   | Objekt | Akten-Nr.     | Bild           |
| ---------------------------------------------------------------------- | --- | ------------- | -------------- |
| Düllstadt (Standort)                                                   | Brandgräber der Urnenfelderzeit sowie Siedlung der Völkerwanderungszeit und der Merowingerzeit. Siehe auch: Völkerwanderungszeit, Merowingerzeit                                                                              | D-6-6127-0055 |                |
| Düllstadt (Standort)                                                   | Siedlung der Urnenfelderzeit und der jüngeren Latènezeit. Siehe auch: Urnenfelderzeit, Latènezeit | D-6-6127-0056 |                |
| Düllstadt (Standort)                                                   | Siedlung der Urnenfelderzeit. | D-6-6127-0057 |                |
| Düllstadt (Standort)                                                   | Siedlung vor- und frühgeschichtlicher Zeitstellung. | D-6-6127-0137 |                |
| Düllstadt (Standort)                                                   | Siedlung vor- und frühgeschichtlicher Zeitstellung. | D-6-6127-0145 |                |
| Düllstadt Schwarzach am Main-Düllstadt, Bamberger Straße 67 (Standort) | Archäologische Befunde des Mittelalters und der frühen Neuzeit im Bereich der Katholischen Filialkirche St. Michael von Düllstadt sowie Körpergräber innerhalb des ummauerten Kirchhofes. Siehe auch: St. Michael (Düllstadt) | D-6-6127-0221 | weitere Bilder |
| Düllstadt (Standort)                                                   | Siedlung des frühen Mittelalters. | D-6-6127-0281 |                |

### Bodendenkmäler in der Gemarkung Gerlachshausen
| Lage                                                                                  | Objekt | Akten-Nr.     | Bild           |
| ------------------------------------------------------------------------------------- | --- | ------------- | -------------- |
| Gerlachshausen (Standort)                                                             | Körpergräber vorgeschichtlicher bis mittelalterlicher Zeitstellung. | D-6-6127-0058 |                |
| Gerlachshausen (Standort)                                                             | Bestattungsplatz mit Grabhügeln vorgeschichtlicher Zeitstellung mit Bestattungen der Hallstattzeit. Siehe auch: Hallstattzeit                                                   | D-6-6127-0059 |                |
| Gerlachshausen Schwarzach am Main-Gerlachshausen, Schloßgasse (Standort)              | Archäologische Befunde im Bereich des mittelalterlichen Burgstalls. Siehe auch: Schloss Gerlachshausen                                                                          | D-6-6127-0060 | weitere Bilder |
| Gerlachshausen (Standort)                                                             | Siedlung und Bestattungen vor- und frühgeschichtlicher Zeitstellung. | D-6-6127-0167 |                |
| Gerlachshausen (Standort)                                                             | Siedlung der Urnenfelderzeit und der Hallstattzeit. | D-6-6127-0172 |                |
| Gerlachshausen (Standort)                                                             | Siedlung der Metallzeiten. | D-6-6127-0191 |                |
| Gerlachshausen Schwarzach am Main-Gerlachshausen, Schweinfurter Straße 116 (Standort) | Archäologische Befunde des Mittelalters und der frühen Neuzeit im Bereich der Katholischen Pfarrkirche St. Ägidius von Gerlachshausen. Siehe auch: St. Ägidius (Gerlachshausen) | D-6-6127-0223 | weitere Bilder |
| Gerlachshausen (Standort)                                                             | Siedlung vorgeschichtlicher Zeitstellung. | D-6-6127-0275 |                |

### Bodendenkmäler in der Gemarkung Hörblach
| Lage                | Objekt | Akten-Nr.     | Bild |
| ------------------- | --- | ------------- | ---- |
| Hörblach (Standort) | Siedlung der Urnenfelderzeit, der Hallstattzeit und des frühen Mittelalters sowie Körpergräber vorgeschichtlicher bis mittelalterlicher Zeitstellung. | D-6-6227-0071 |      |
| Hörblach (Standort) | Bestattungsplatz mit Grabhügeln der Bronzezeit. | D-6-6227-0072 |      |
| Hörblach (Standort) | Archäologische Befunde der frühen Neuzeit im Bereich der Feldkapelle zwischen Hörblach und Großlangheim. Siehe auch: Großlangheim                     | D-6-6227-0175 |      |

### Bodendenkmäler in der Gemarkung Münsterschwarzach
| Lage | Objekt | Akten-Nr.     | Bild           |
| --- | --- | ------------- | -------------- |
| Münsterschwarzach Schwarzach am Main-Münsterschwarzach, entlang der Schweinfurter Straße östlich und südlich des Klostergeländes (Standort) | Wüst gefallene, zum Kloster Münsterschwarzach gehörige Siedlungsteile des hohen Mittelalters. Siehe auch: Siedlung am Mohli                                                                                              | D-6-6127-0061 |                |
| Münsterschwarzach Schwarzach am Main-Münsterschwarzach, Schweinfurter Straße 36, 38, 40, 40a (Standort)                                     | Archäologische Befunde im Bereich des mittelalterlichen und frühneuzeitlichen Klosters von Münsterschwarzach mit Klosterkirche. Siehe auch: Geschichte des Klosters Münsterschwarzach, Klosterkirche (Münsterschwarzach) | D-6-6127-0062 | weitere Bilder |

### Bodendenkmäler in der Gemarkung Reupelsdorf
| Lage                   | Objekt                                                           | Akten-Nr.     | Bild |
| ---------------------- | ---------------------------------------------------------------- | ------------- | ---- |
| Reupelsdorf (Standort) | Bestattungsplatz mit Grabhügeln vorgeschichtlicher Zeitstellung. | D-6-6127-0287 |      |

### Bodendenkmäler in der Gemarkung Schwarzenau
| Lage                                                                               | Objekt | Akten-Nr.     | Bild           |
| ---------------------------------------------------------------------------------- | --- | ------------- | -------------- |
| Schwarzenau (Standort)                                                             | Siedlung der Bronzezeit und der jüngeren Latènezeit. | D-6-6127-0063 |                |
| Schwarzenau (Standort)                                                             | Siedlung der Linearbandkeramik. | D-6-6127-0064 |                |
| Schwarzenau Schwarzach am Main-Schwarzenau, Stadtschwarzacher Straße 16 (Standort) | Archäologische Befunde des Mittelalters und der frühen Neuzeit im Bereich der Katholischen Pfarrkirche St. Laurentius von Schwarzenau. Siehe auch: St. Laurentius (Schwarzenau) | D-6-6127-0228 | weitere Bilder |

### Bodendenkmäler in der Gemarkung Stadtschwarzach
| Lage | Objekt | Akten-Nr.     | Bild           |
| --- | --- | ------------- | -------------- |
| Stadtschwarzach Schwarzach am Main-Stadtschwarzach, Begrenzung durch die Straßen Wiesenleite, Am See, Am Stadtgraben und Kolpingstraße (Standort) | Archäologische Befunde des Mittelalters und der frühen Neuzeit im Bereich der Altstadt von Stadtschwarzach. Siehe auch: Altstadt (Stadtschwarzach)                                   | D-6-6127-0229 | weitere Bilder |
| Stadtschwarzach (Standort) | Archäologische Befunde des Mittelalters und der frühen Neuzeit im Bereich der Stadtbefestigung von Stadtschwarzach mit Stadtmauer und Graben.                                        | D-6-6127-0230 |                |
| Stadtschwarzach (Standort) | Brandgräber der frühen Urnenfelderzeit. | D-6-6227-0089 |                |
| Stadtschwarzach Schwarzach am Main-Stadtschwarzach, Kirchgasse 8 (Standort)                                                                       | Archäologische Befunde des Mittelalters und der frühen Neuzeit im Bereich der Katholischen Pfarrkirche Hl. Kreuz in Stadtschwarzach. Siehe auch: Heiligkreuzkirche (Stadtschwarzach) | D-6-6227-0176 | weitere Bilder |